# Ленский, Владимир Вячеславович
Влади́мир Вячесла́вович Ле́нский (род. 3 марта 1972, Иваново) — российский тележурналист-международник.

## Биография
Родился 3 марта 1972 года в Иванове. Отец — военный хирург, умер, когда сын учился на первом курсе; мать — школьный учитель, проживает в Иванове.
В детстве хотел стать доктором, но под впечатлением от телевизионного фильма «Европейская история» решил стать журналистом-международником.
В 1994 году окончил факультет журналистики МГУ имени М. В. Ломоносова по специальности «журналист-международник». Учился на одном курсе вместе с будущими коллегами Андреем Черкасовым, Эрнестом Мацкявичюсом, Вячеславом Грунским, Сергеем Гапоновым, Владимиром Чернышёвым и Александром Хабаровым. Также обучался некоторое время вместе с Андреем Малаховым.
На телевидении работает с 1992 года. Работал корреспондентом «Вестей», после чего перешёл в телекомпанию «ВИD», где занимал должность помощника сценариста, а затем — сценариста первого российского ток-шоу «Тема».
Летом 1993 года стал работать корреспондентом в программе Евгения Киселёва «Итоги». Также снимал для новостей 1-го канала Останкино репортажи протокольных «паркетных» мероприятий с участием президента и председателя правительства России.
В октябре 1993 года приступил к работе корреспондента информационной службы на недавно образованном телеканале НТВ. Снимал репортажи для телепрограмм «Сегодня», «Итоги». В частности, делал материалы о забастовках донецких шахтёров в 1996 году и о войне в Чечне.
С весны 1998 по май 2001 года — корреспондент Службы информации телекомпании НТВ в Нью-Йорке и Вашингтоне (США).
В апреле 2001 года во время смены руководства НТВ сначала остался работать в телекомпании, но уже в июне перешёл на ТВ-6, где до января 2002 года был собственным корреспондентом Службы информации ЗАО «МНВК ТВ-6 Москва» в Нью-Йорке (США). В прямом эфире по телефону и в репортажах рассказывал о террористических атаках на США, произошедших 11 сентября 2001 года. В перерыве между ТВ-6 и ТВС (весной 2002 года) также снимал сюжеты для телекомпании NTV International.
С июня 2002 по июнь 2003 года продолжал работать на телеканале ТВС, созданном журналистским коллективом НТВ и ТВ-6, корреспондентом в Нью-Йорке. Работал в телепрограммах «Сегодня на ТВ-6», «Сейчас», «Новости» и «Итоги», а также в репортёрском проекте «Новый век». В феврале 2003 года в прямом эфире рассказывал о последних событиях, связанных с крушением космического челнока «Колумбия».
В июне 2003 года, после закрытия ТВС, перешёл на «Первый канал». С июля 2003 по март 2010 года работал собственным корреспондентом Дирекции информационных программ «Первого канала» в Нью-Йорке. Работал для телепрограмм «Новости», «Время» и «Другие новости».
С 2010 по 2011 год работал собственным корреспондентом информационной службы телеканала «Звезда» в США.
С 2011 по 2012 год работал собственным корреспондентом по США на телеканале «РЕН ТВ». Делал сюжеты для телепрограмм «Новости 24» и «Неделя с Марианной Максимовской».
С 2012 по 2018 год — на канале RTVI. Выпускал на данном телеканале передачи «Эхо недели», «Русский акцент» и «Тайм-код».
С апреля 2014 года по настоящее время Владимир Ленский работает на «Голосе Америки» и телеканале «Настоящее время».